# سيزار كاسيريس كانيت
سيزار كاسيريس كانيت (بالإسبانية: César Cáceres Cañete) هو مدرب كرة قدم ولاعب كرة قدم باراغواياني، ولد في 10 يونيو 1977 في لوكي في باراغواي. شارك مع منتخب باراغواي لكرة القدم. أما مع النوادي، فقد لعب مع أوليمبيا أسونسيون وأونس كالداس وسبورتيفو لوكوينو ونادي غواراني وناسيونال أسونسيون.

## وصلات خارجية
- سيزار كاسيريس كانيت على موقع قاعدة بيانات كرة القدم.إي يو (الإنجليزية)
- سيزار كاسيريس كانيت على موقع ناشيونال فوتبول تيمز (الإنجليزية)